# Дмитриева, Марья
Марья Дмитриева (род. 1983, г. Ленинград) — художница, работающая с такими медиа, как коллаж, акварельный рисунок, аппликация и скульптура. Художницу интересует переосмысление изобразительного поля и базовых понятий: плоскость, граница, автономность изображения.
Марья — финалистка конкурса проектов молодых художников «Nova Art» (2009), участница IV Московской биеннале современного искусства (2014).
Её работы находятся в коллекции Государственного Русского музея, Музея AZ, а также в частных коллекциях Пьера-Кристиана Броше, Сергея Попова и др.
Живёт и работает в Тбилиси. Воспитывает двух дочерей в творческом тандеме с художником Владом Кульковым.

## Образование
2006 — Санкт-Петербургская Государственная художественно-промышленная академия имени А. Л. Штиглица, факультет декоративно-прикладного искусства, Санкт-Петербург, Россия.
После выпуска преподавала там же на кафедре академического рисунка.

## Персональные выставки
2025 — «Quinto quarto», Shift Gallery, Москва, Россия
2024 — DATE, (совместно с Ириной Петраковой), галерея ISSMAG, Москва, Россия
2022 — The peace is fragile, галерея современного искусства Anna Nova, Санкт-Петербург, Россия
2021 — WOD catalogue, графический кабинет, Санкт-Петербург, Россия
2018 — Analysis Situs, Музей сновидений Зигмунда Фрейда, Санкт-Петербург, Россия
2014 — Mille plateaux, A Nomadic Experience (совместно с Владом Кульковым), THVM studio, Лос-Анджелес, США
2014 — Zoas Records (совместно с Владом Кульковым), галерея Anna Nova, Санкт-Петербург, Россия
2011 — Пустое Место, галерея современного искусства Anna Nova, Санкт-Петербург, Россия

## Избранные групповые выставки
2024 — Сотворение мифа, фонд культуры «Екатерина», Москва, Россия
2024 — Открытое хранение, галерея современного искусства Anna Nova, Санкт-Петербург, Россия
2022 — Грезы о молоке, Центр Вознесенского, Москва, Россия
2022 — «Как поймать мотылька», музей Набокова, Санкт-Петербург, Россия
2021 — Поколение тридцатилетних в современном российском искусстве, Государственный Русский музей, Санкт-Петербург, Россия
2018 — Добрая мина, Новый музей, Санкт-Петербург, Россия
2015 — Надо возделывать наш сад, галерея современного искусства Anna Nova, Санкт-Петербург, Россия
2015 — На пленере, параллельная программа 6 Московской биеннале современного искусства, Ботанический сад МГУ, Москва, Россия
2015 — Крипта, Большой зал филармонии им. Д. Д. Шостаковича, Санкт-Петербург, Россия
2014 — Случаи, параллельная программа IV Московской биеннале молодого искусства, галерея ИРАГИ, Москва, Россия
2013 — Другая столица. Современное искусство Санкт-Петербурга сегодня, Музей Москвы, Москва, Россия
2011 — Монтаж/Цветокоррекция, галерея ИРАГИ, Москва, Россия
2011 — Сонное Царство, территория фабрики «Советская звезда», Санкт-Петербург, Россия
2011 — Граница: поле боя Rizzordi Art Foundation, Санкт-Петербург, Россия
2009 — Двое:точие, галерея «Формула», Санкт-Петербург, Россия
2008 — Всё на продажу, галерея «Формула», Санкт-Петербург, Россия

## Ярмарки
2024 — |catalog|, Москва, Россия
2013 — Contemporary Istanbul, Стамбул, Турция
2012 — Spoon Art Fair, Гонконг, Китай
2011 — AHAF Seoul, Сеул, Южная Корея